# Белоусов, Иван Николаевич
Ива́н Никола́евич Белоу́сов (1902, Тверь — 1965, Москва) — советский военачальник, инженер-контр-адмирал, участник Гражданской и Великой Отечественной войн, заместитель заведующего секретариатом Совета Народных комиссаров СССР.

## Биография
В ВМФ с декабря 1922 года. В апреле 1923 года стал военмором школы подводного плавания Морских Сил Балтийского моря (МСБМ).
С октября 1924 года — рулевой подводной лодки «Краснофлотец» МСБМ. На подводной лодке вступил в члены компартии.
В июне 1925 года поступил в Военно-морское инженерное училище имени т. Дзержинского, которое окончил в 1930 году.
С мая 1930 года командир электромеханической боевой части (БЧ-5) подводной лодки «Спартаковец» Черноморского флота.
С февраля 1933 года дивизионный механик дивизиона подводных лодок, а с марта 1934 года бригады подводных лодок Черноморского флота.
В декабре 1935 года окончил факультет военного кораблестроения Военно-морской академии им. К. Е. Ворошилова досрочно.
С февраля 1938 года находился в должности заместителя секретаря Комитета Обороны при Совете народных комиссаров СССР.
С июля 1941 года — Военный комиссар морской группы главнокомандующего Северо-Западного направления и командующего Ленинградским фронтом.
С декабря 1941 года — Заместитель заведующего секретариатом СНК СССР.
С июля 1944 года начальник Управления труда и кадров вольнонаемного состава ВМФ.
После окончания войны оставался в прежней должности. Зам. нач-ка тыла.
С июля 1947 года начальник Управления кадров вольнонаемного состава ВМФ.
С апреля 1953 года начальник отдела труда и кадров рабочих и служащих ВМС.
С июня 1953 года заместитель начальника тыла ВМФ.
С мая 1956 года в запасе.

## Награды
- Орден Ленина (1935);
- Орден Ленина (1948);
- Орден Красной Звезды (1942);
- Орден Красного Знамени (1944)[2];
- Орден Красного Знамени (1953);
- Орден Отечественной войны I степени (1945)[3];
- Медаль «За оборону Ленинграда» (1942);
- Медаль «За победу над Германией в Великой Отечественной войне 1941—1945 гг.»;
- Медали.
- Именное оружие (1952).